# Levin Minnemann Rudess
I Levin Minnemann Rudess sono un supergruppo fusion statunitense, fondato nel 2011 dal tastierista dei Dream Theater Jordan Rudess.

## Storia del gruppo
Levin e Rudess erano stati precedentemente membri dei Liquid Tension Experiment, insieme a Mike Portnoy e John Petrucci, un altro progetto parallelo in cui Mike Portnoy forniva supporto ritmico. Al progetto si unì poi, in qualità di chitarrista, l'ex membro dei Marillion Doug Irvine, e ne fece parte soltanto dal 2011 al 2012.
Come dichiarato in varie interviste dallo stesso Rudess, fu Levin il vero motivatore del gruppo e il produttore discografico della band.
Firmarono per la Bones Records e iniziarono a registrare un album. Questo primo album in studio, l'omonimo Levin Minnemann Rudess, è stato annunciato per il 5 settembre 2013. Nel complesso, l'album è stato ben accolto dalla stampa specializzata.
Per quanto riguarda il pezzo chiamato Mew, Rudess dichiarò che l'armonia tra i musicisti creò un sound diverso da quello  caratteristico dei Dream Theater.
Nel novembre dello stesso anno si unì alla band anche Ragnar Zolberg, appena fuoriuscito dai Pain of Salvation, salvo poi fare ritorno nella sua band d'origine nel 2015.
Nel 2016, la band ha pubblicato il loro secondo album, From the Law Offices of, e decise di sciogliersi nel 2019, in seguito al ritorno di Tony Levin nei Liquid Tension Experiment, e della fondazione da parte di Minnemann di una nuova band, i McStine and Minnemann.

## Formazione

### Storica
- Tony Levin – Chapman Stick, basso (2010-2019)
- Jordan Rudess – tastiera (2010-2019)
- Marco Minnemann – batteria, percussioni (2010-2019)

### Altri ex membri
- Doug Irvine - chitarra (2011-2012)
- Ragnar Zolberg - chitarra (2013-2014)

## Discografia

### Album in studio
- 2013 – Levin Minnemann Rudess
- 2016 – From The Law Offices Of Levin Minnemann Rudess